# Hosroidi
Hosroidska dinastija, ili skraćeno Hosroidi  bila je dinastija kraljeva i kasnijih prinčeva rane gruzijske države Iberije, izvorno poznate kao Kartli od 4. do 9. stoljeća. Obitelj je oko 337. godine prihvatila kršćanstvo kao službenu religiju. Manevrirajući između Bizantskog Carstva i sasanidskog Irana zadržali su određeni stupanj neovisnosti. Nakon ukidanja Iberskog kraljevstva od strane Sasanida 580. godine, dinastija je preživjela u obliku svoje dvije usko povezane, a ponekad i konkurentne kneževske grane - starije Hosroidi i mlađe Guaramidi,  sve do početka 9. stoljeća, kada su gruzijski Bagratidi zasjeli na iberijsko prijestolje.
Prema Gruzijskim kronikama, prvi kralj ove dinastije bila je Mirijan III. (Mihran), koji je vladao od 284. do 361. godine. Na prijestolje je došao putem braka s iberijskom princezom Abešurom, kćerkom posljednjeg gruzijskog kralja iz aršakidske dinastije, Aspagura I. Zauzeo je prijestolje svoga oca, kojeg gruzijski kroničari nazivaju "hosrojem", Velikim kraljem Irana. U to vrijeme Sasanidi su vladali Perzijom, i vjeruje se da je iberijska dinastija mogla biti povezana sa Sasanidima. Međutim, točan odnos između ove dvije dinastije ostaje nejasan. Ime "Hosroi" Sasanidi nisu koristili u izvorno vrijeme, pa se iGruzijske kronike ili varaju s imenom Mirijanovog oca, ili je "hosroi" općeniti izraz koji znači kralj.
Druga srednjovjekovna gruzijska kronika, Kronike Kartlije, proturječi Životu kraljeva iz Gruzijskih kronika, koja identificira Mirijana kao sina kralja Leva, nasljednika kralja Aspagura I., ali nigdje drugdje nije potvrđena. Prema nekim uglednim povjesničarima, Hosroidi su grana mihranidske kneževske obitelji, jedne od sedam velikih Domova Irana, koje imaju daljnje odnose sa Sasanidima, a čije su druge dvije grane zasjele na prijestolje Gugarka i Gardmana, dviju kavkaskih kneževina u kojima su živjele izmiješana tri naroda: Armenci, Albanci i Gruzijci.
Gruzijski povjesničar Giorgi Melikišvili, međutim, također sumnja u iransko podrijetlo Hosroida i smatra ih lokalnom dinastijom, koja je izmislila strano podrijetlo, što nije bilo neuobičajeno u feudalnim rodoslovima. U svakom slučaju, gruzijska je tradicija možda pretjerala u Mirijanovom rodoslovlju prema kojem je on sin Velikog kralja Irana.
Glavna grana Hosroida nadživjela je svoju mlađu liniju Guaramida, koja je izumrla od 786. godine, ali Džuanšerovom smrću oko 807. godine, i ona je izumrla. Posjede Hosroida u Kahetiji preuzele su lokalne plemićke obitelji koje su formirale niz horepiskopija do 11. stoljeća, dok su imanja Guaramida prešla na njihovu rodbinu iz dinastije Bagratia.

## Popis kraljeva Iberije iz dinastije Hosroidi
- Mirijan III., (284. – 361.)
- Rev II., su-vladar (345. – 361.)
- Saurmag II., (361. – 363.), su-vladar (370. – 378.)
- Aspagur II., (363. – 365.)
- Mitridat III., (365. – 380.), su-vladar (370. – 378.)
- Aspagur III., (380. – 394.)
- Trdat, (394. – 406.)
- Farsman IV., (406. – 409.)
- Mitridat IV., (409. – 411.)
- Arčil, (411. – 435.)
- Mitridat V., (435. – 447.)
- Vahtang I., (447. – 522.)
- Dači, (522. – 534.)
- Bakur II., (534. – 547.)
- Farsman V., (547. – 561.)
- Farsman VI., (561. – ?)
- Bakur III., (? – 580.)

## Kneževi Kahetije i predsjedavajući kneževi Iberije
- Adarnaz I., knez Kahetije (oko 580. – 637.); predsjedavajući knez Iberije, (627. – 637.)
- Stjepan II., knez Kahetije i predsjedavajući knez Iberije (637.– oko 650.)
- Adarnaz II., knez Kahetije i predsjedavajući knez Iberije (oko 650. – 684.)
- Stjepan, knez Kahetije, (685. – 736.)
- Mirijan, knez Kahetije, (736. – 741.)
- Arčil "Mučenik", knez Kahetije, (736. – 786.)
- Ivan, knez Kahetije, (786. – 790.)
- Džuanšer, knaz Kahetije, (786. – 807.)